# Zeffiro (F 577)
La fregata A/S (Anti Sommergibile) Zeffiro è un'unità della Marina Militare Italiana di classe Maestrale.

## Storia
La nave, costruita a Riva Trigoso, è stata varata il 19 maggio 1984 e entrando in servizio il 4 maggio 1985 ha avuto un'attività molto intensa.
Dal novembre 1987 al marzo 1988 ha preso parte all'Operazione Golfo 1, per la scorta ai mercantili.
Dall'ottobre 1990 al febbraio 1991 ha fatto ritorno nel Golfo Persico prendendo parte all'Operazione Golfo Persico 2, con funzioni di pattugliamento e controllo del traffico mercantile.
Dal settembre 1992 al settembre 1994 ha partecipato nel corso delle guerre jugoslave alle operazioni a guida NATO e UEO Sharp Guard e Sharp Fence per il controllo dell'embargo delle armi ai paesi della Ex Jugoslavia.
Nel novembre 1994 rientrando da una missione a Gedda ha prestato soccorso e assistenza ai naufraghi della motonave Achille Lauro affondata a causa di un incendio al largo della costa somala, traendo in salvo una parte dell'equipaggio, con i passeggeri superstiti scortati nel porto di Gibuti.

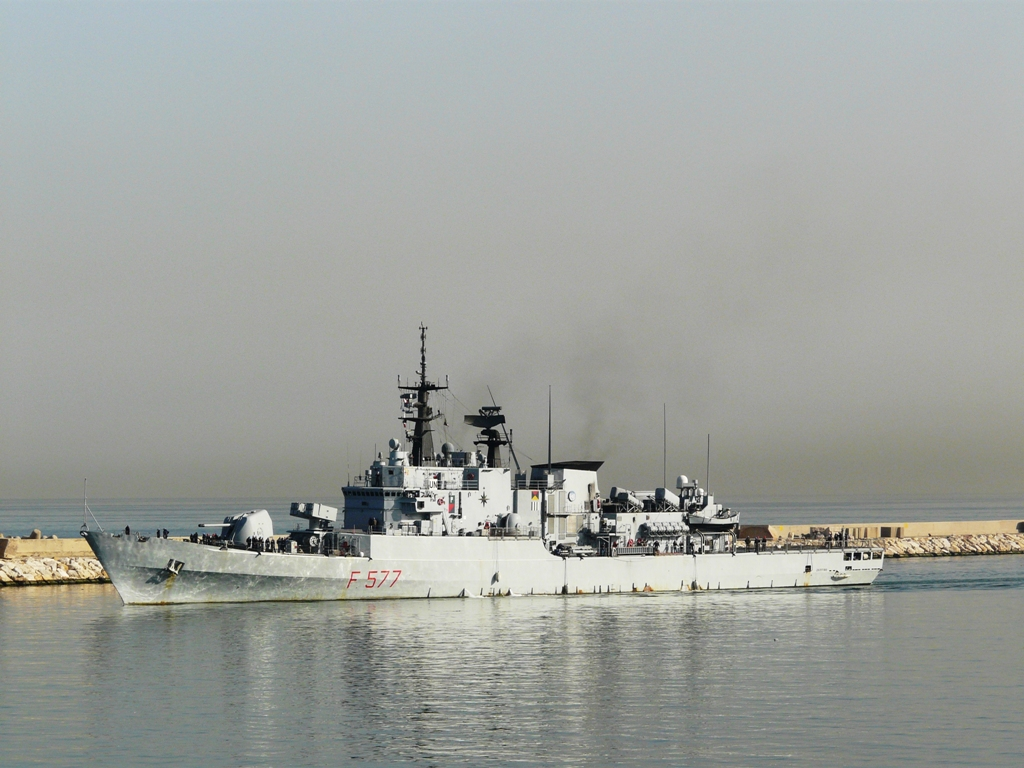
La nave a Beirut nel 2010 durante la missione UNIFIL

Dal dicembre 1995 al marzo 1996 ha preso parte all'Operazione Decisive Enhancement per il controllo del traffico mercantile e supporto ai trasporti via mare di uomini e mezzi del dispositivo NATO-IFOR.
Da gennaio a maggio 1999 e da agosto a dicembre 2003 ha partecipato al dispositivo navale di reazione rapida della NATO STANAVFORMED, per operazioni nel Mediterraneo.
Da novembre 2001 a marzo 2002 e da settembre 2004 a febbraio 2005 ha preso parte all'operazione Enduring Freedom, in risposta agli attacchi terroristici dell’11 settembre 2001.
Nel 2008 la nave è stata sottoposto a lavori di ammodernamento che hanno interessato il sistema di piattaforma e quello di combattimento. Dopo il rientro in servizio da gennaio ad aprile 2009 ha partecipazione alla forza Navale NATO denominata Standing NATO Maritime Group 2 (SNMG2), gruppo navale erede dello STANAVFORMED.
Da novembre 2009 a giugno 2010 ha preso parte all'Operazione delle Nazioni Unite UNIFIL, per il pattugliamento e il controllo delle acque antistanti il Libano. In questo contesto, la Zeffiro prese parte alle operazioni di soccorso dell'equipaggio della Danny F II, affondata al largo di Tripoli.
Dal novembre 2010 all'aprile 2011 e da giugno ad ottobre 2013 ha preso parte all'operazione dell'Unione europea Eunavfor Atalanta (Task Force 465) per il contrasto alla pirateria nel Golfo di Aden e lungo le coste della Somalia.
Dagli ultimi giorni del 2013, Nave Zeffiro è stata inserita nel dispositivo navale dell'Operazione militare e umanitaria Mare nostrum, finalizzata a pattugliare le zone di mare aperto interessate dai flussi migratori provenienti dalle coste nordafricane verso il territorio nazionale.
Nel febbraio 2018 la fregata ha partecipato alla vicenda del blocco da parte turca della nave per prospezioni petrolifere Saipem 12000, vigilando senza intervenire nelle manovre reciproche tra la nave dell'ENI e le vedette turche impegnate nel blocco.
Dopo 38 anni di attività, il 5 ottobre 2023 presso la Stazione Navale Mar Grande di Taranto alle ore 18.27 si tiene la cerimonia 
dell'ultimo ammaina bandiera, presieduta dal comandante in capo della squadra navale ammiraglio di squadra Aurelio De Carolis e dal comandante della 2ª divisione navale, ammiraglio di divisione Giacinto Sciandra. La consegna definitiva della Bandiera di combattimento di Nave Zeffiro che sarà deposta nel Sacrario delle bandiere presso l'Altare della patria decreta la messa in disarmo della nave.

## Nome
In precedenza altre tre unità della Regia Marina avevano portato il nome Zeffiro.
La prima fu una corvetta di II rango a vela proveniente dalla marina napoletana, costruita nell'Arsenale di Napoli. La costruzione dell'unità, un tre alberi a vele quadre, era iniziata nel 1832 ed il varo avvenne nello stesso anno. Nel 1861 venne incorporata nella Marina del Regno d'Italia, per essere poi radiata nel 1869.
La seconda unità fu un cacciatorpediniere della classe Nembo costruito nel cantiere Pattison di Napoli, varato nel 1904 ed in servizio nella Regia Marina dal 1905 al 1924. Tra il 1908 e il 1910 venne modificato per la propulsione a nafta ed i due fumaioli vennero sostituiti con tre di minori dimensioni ed ebbe alcune modifiche all'armamento. Durante la prima guerra mondiale imbarcò attrezzature poppiere per il trasporto e la posa di torpedini, mentre nel dopoguerra venne eliminato un fumaiolo. Nel 1921 venne classificato torpediniera prima di essere definitivamente radiato nel 1924.
La terza unità fu un cacciatorpediniere della classe Turbine costruito dai cantieri Odero di Genova entrato in servizio il 15 maggio 1928, che venne impiegato guerra civile spagnola e nel corso della seconda guerra mondiale, impegnato in compiti di scorta, venne affondato il 5 luglio 1940 all'interno della baia di Tobruk da un aerosilurante Swordifish della portaerei inglese Eagle. In quella occasione venne affondato anche un mercantile e danneggiato il gemello Euro.

## Galleria d'immagini

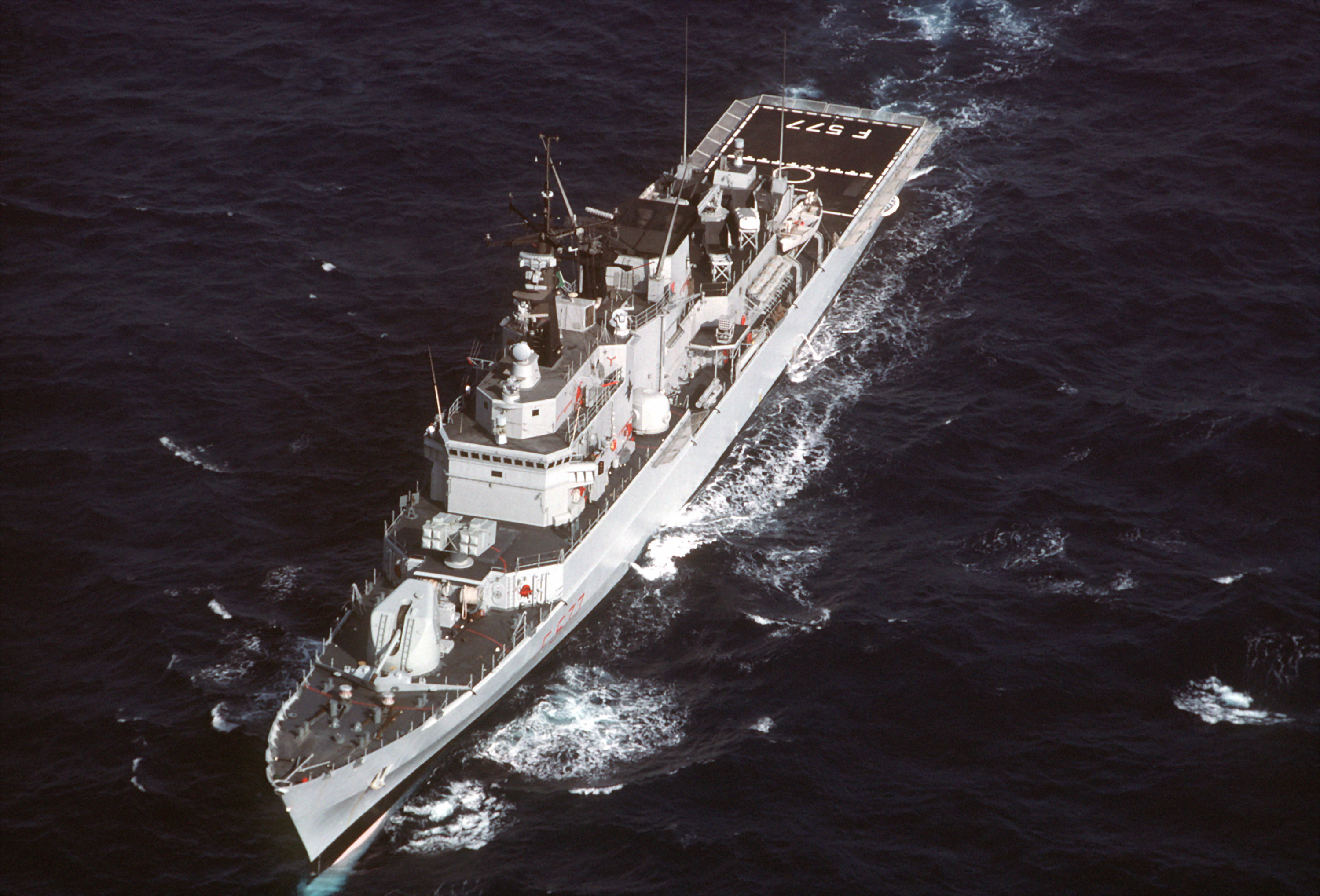
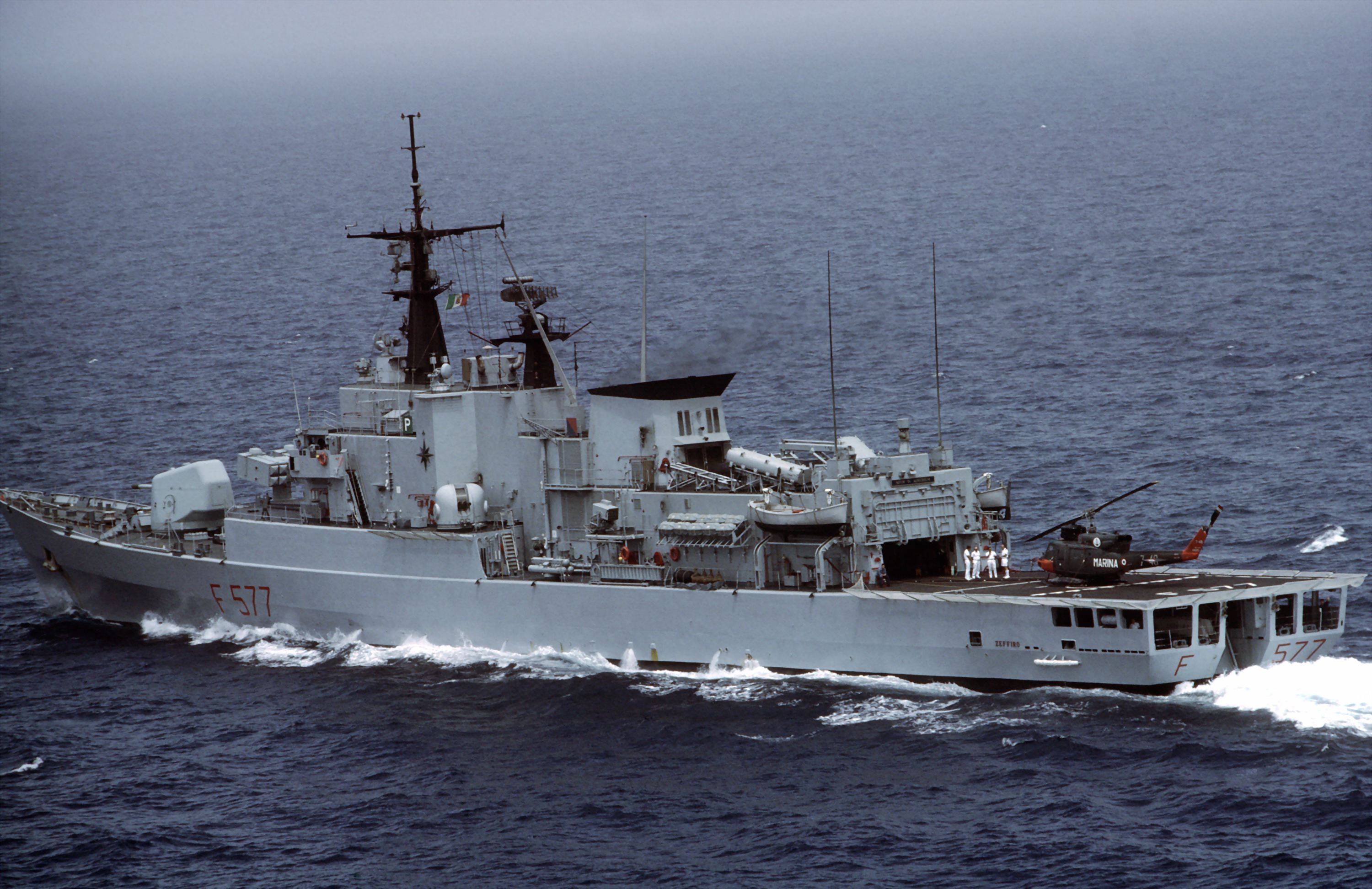

La nave in navigazione nel 1988